# 2873 Binzel
A 2873 Binzel (ideiglenes jelöléssel 1982 FR) a Naprendszer kisbolygóövében található aszteroida. Edward L. G. Bowell fedezte fel 1982. március 28-án.